# Hymne national mexicain
L’hymne national mexicain originel (en espagnol : Himno Nacional Mexicano) fut adopté en 1854.
L'hymne national mexicain remanié a été adopté en 1943 ; plus tard, le 8 février 1984 fut publiée dans le journal officiel de la fédération, la loi sur le drapeau, les armes et l'hymne national ; cette loi spécifie l'usage et les caractéristiques de ces symboles patriotiques.

## Historique
Les paroles de l'hymne national, qui évoquent les combats des Mexicains et la défense de la patrie en 1829 sous la conduite du général Don Antonio López de Santa Anna contre la tentative de reconquête espagnole, sont du poète Francisco González Bocanegra et furent composées en 1853.
Paroles originelles :
Del guerrero inmortal de Zempoala

te defiende la espada terrible

y sostiene su brazo invencible

tu sagrado pendón tricolor

él será del feliz mexicano

en la paz en la guerra el Caudillo

porque él supo sus armas de brillo

cicundar en los campos de honor.
En 1854, Jaime Nunó composa la musique qui accompagne aujourd'hui le poème de González.
L'hymne constitué de dix strophes et d'un refrain est entré dans l'usage le 15 septembre 1854, lors de sa première exécution publique à Mexico, au Gran teatro de Santa Anna, interprété par les artistes de la compagnie d'opéra italienne René Masson : Claudina Fiorentini, Carolina Vietti, Lorenzo Salvi, Federico Beneventano et Ignacio Marini sous la direction de Giovanni Bottesini.
De 1854 à sa version actuelle, les paroles subirent de multiples modifications dues aux changements politiques dans le pays.

## Écriture des paroles
Le 12 novembre 1853, le président Antonio López de Santa Anna annonça un concours pour écrire un hymne national pour le Mexique.
Le concours offrait un prix à la meilleure composition poétique représentant les idéaux patriotiques. Francisco González Bocanegra, poète qui était le neveu de José María Bocanegra qui fut un éphémère président par intérim, soumit le poème et gagna la compétition à l'unanimité du jury.
Sa victoire fut annoncée dans le Journal officiel de la Fédération le 3 février 1854.
Bocanegra composa un autre hymne national pour Miguel Miramón, général conservateur partisan de Maximilien.

## Concours de musique
Au même moment que les paroles furent choisies, un accompagnement musical fut sélectionné. Le lauréat fut Giovanni Bottesini, mais sa musique ne plut pas à la population.
C'est la raison pour laquelle une seconde compétition d'accompagnements au texte de Francisco González Bocanegra fut organisée.
Celle-ci fut remportée par Jaime Nunó Roca, un chef d'orchestre d'origine espagnole. À cette époque, Nunó était à la tête de plusieurs fanfares militaires mexicaines.
Il avait été invité à les diriger par le président Santa Anna, qu'il avait rencontré à Cuba. Le 12 août 1854, sa composition Dios y libertad (en français Dieu et Liberté) fut choisie.
Depuis cette date, la version musicale de l'hymne n'a pas évolué. Une loi mexicaine en interdit d'ailleurs toute altération ou arrangement.[réf. nécessaire]
La version mambo de cet hymne arrangée par Pérez Prado dans les années 1950 valut en effet à l'artiste cubain un exil forcé en 1953.[réf. nécessaire]

## Paroles et formes officielles
Officiellement depuis 1943, l'hymne national en entier comporte le refrain ainsi que la 1re, la 5e, la 6e et la 10e strophes.
La modification des paroles a été ordonnée par le président Manuel Ávila Camacho dans un décret publié dans le Diario Oficial de la Federación.
Quand l'hymne est joué durant des événements sportifs, tels que les jeux olympiques, seuls le refrain, la 1re strophe puis le refrain à nouveau sont joués dans cet ordre.
Au début et à la fin des programmes de télévision et de radio, les stations ont parfois joué un hymne national modifié constitué du refrain, de la 1re strophe, du refrain à nouveau, de la 10e strophe et du refrain de nouveau.
Les autres strophes habituellement non chantées sont les suivantes :
| Paroles officielles en espagnol | Paroles traduites en français |
| --- | --- |
| [...] Estrofa II En sangrientos combates los viste por tu amor palpitando sus senos, arrostrar la metralla serenos, y la muerte o la gloria buscar. Si el recuerdo de antiguas hazañas de tus hijos inflama la mente, los recuerdos del triunfo tu frente, volverán inmortales a ornar. Estrofa III Como al golpe del rayo la encina, se derrumba hasta el hondo torrente, la discordia vencida, impotente, a los pies del arcángel cayó. Ya no más, de tus hijos la sangre, se derrame en contienda de hermanos; sólo encuentre el acero en sus manos quien tu nombre sagrado insultó. Estrofa IV Del guerrero inmortal de Zempoala te defiende la espada terrible, y sostiene su brazo invencible, tu sagrado pendón tricolor. Él será del feliz mexicano en la paz y en la guerra el caudillo. porque él supo sus armas de brillo circundar en los campos de honor. [...] Estrofa VII Si a la lid contra hueste enemiga, nos convoca la trompa guerrera, de Iturbide la sacra bandera, mexicanos, valientes seguid. Y a los fieles bridones les sirvan las vencidas enseñas de alfombra; los laureles del triunfo den sombra a la frente del Bravo Adalid. Estrofa VIII Vuelva altivo a los patrios hogares, el guerrero a cantar su victoria, ostentando las palmas de gloria que supiera en la lid conquistar. Tornaránse sus lauros sangrientos en guirnaldas de mirtos y rosas, que el amor de las hijas y esposas, también sabe a los bravos premiar. Estrofa IX Y el que al golpe de ardiente metralla, de la Patria en las aras sucumba, obtendrá en recompensa una tumba donde brille, de gloria, la luz. Y, de Iguala, la enseña querida a su espada sangrienta enlazada, de laurel inmortal coronada, formará de su fosa una cruz. [...] | [...] Strophe II En robes de combats sanglants L'amour pour vous se frappant la poitrine, face sereinement les éclats d'obus, et la mort ou la gloire. Si la mémoire des anciens titres vos fils enflamme l'esprit, La mémoire de triompher votre front, ils deviennent Immortal couronner. Strophe III Comme l'éclair foudroie le chêne, Elle effondre au flux profond, chanceux impuissant discorde au pied de l'archange il est tombé. pas plus, le sang de vos enfants, déversant frères rivaux; seulement rencontrer l'acier dans vos mains qui a insulté votre nom sacré. Strophe IV Le guerrier immortel de Zempoala vous défendez l'épée terrible et tient son bras invincible, Votre drapeau tricolore sacré. Il sera heureux mexicaine dans la paix et dans la guerre, le chef de file. parce qu'il savait leur éclat d'armes autour dans les champs d'honneur. [...] Strophe VII Si la lutte contre une armée ennemie, La trompette guerrière nous appelle, drapeau sacré Iturbide, Mexicains, suivre vaillamment. Et les chevaux de guerre fidèles, Que tapis d'apprentissage en retard; les lauriers de la victoire ombre Bravo à l'avant du leader. Strophe VIII Re fier de sa maison natale, le guerrier de chanter leur victoire, Agitant les paumes de la gloire Je savais capturé dans la lutte. Ses lauriers sanglantes tournent des guirlandes de myrte et de roses, l'amour des filles et des femmes, aussi il est connu attribution aux braves. Strophe IX Et sur le coup d'obus brûlant, Homeland chutes dans les autels, Vous obtenez en retour un tombeau où la brillance, la gloire, la lumière. Et à Iguala, l'enseigne bien-aimée liée à son épée sanglante, laurier immortel couronné, Il fera de votre tombe une croix. [...] |

## Partition musicale

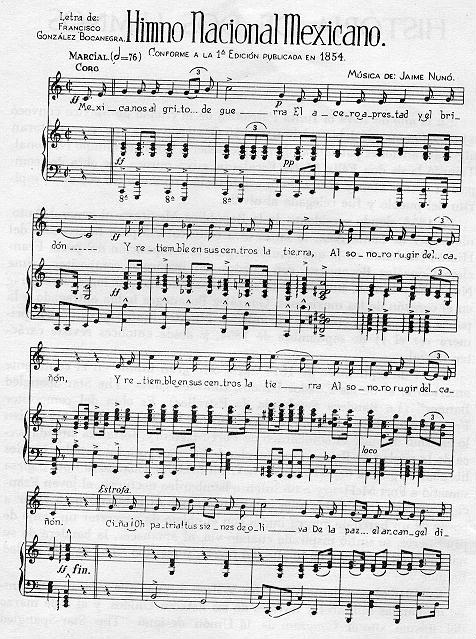
Première page de la partition (avec paroles)
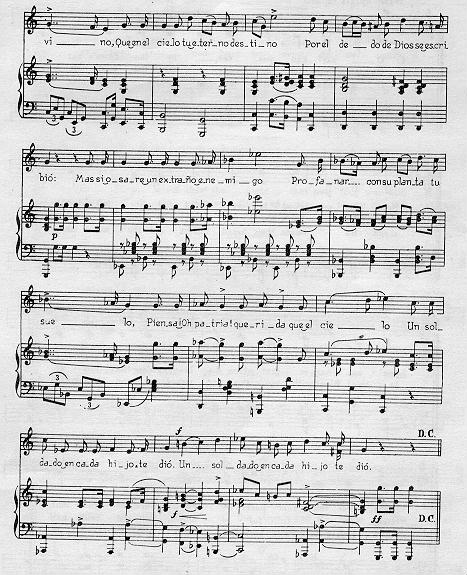
Second page de la partition (avec paroles)

## Controverse sur les droits d'auteur
Selon certains chercheurs et historiens mexicains dont le chercheur Francisco Martín Moreno auteur notamment de México negro ainsi que des journalistes d'investigation travaillant pour La Jornada, les droits commerciaux de l'hymne national mexicain appartiendraient à la compagnie américaine RCA Victor, et ce serait actuellement le seul hymne national devant payer des droits pour son exécution publique hors du Mexique, la loi sur l'hymne national de 1943 ne s'appliquant pas hors du pays.
Selon d'autres sources cet hymne serait passé dans le domaine public aux États-Unis depuis 1909.
Il s'agirait d'une affirmation dénuée de tous fondements ou basée sur des données erronées, voire d'une légende urbaine.[réf. nécessaire]

## Autres hymnes mexicains

### Versions officielles en langues autochtones
Bien que la langue nationale du Mexique soit de facto l'espagnol, il existe des personnes qui utilisent des langues traditionnelles autochtones et d'autres langues parlées au Mexique telles que le vénète parlé à Chipilo et le bas saxon parlé par plus de 70000 mennonites.
Le 8 décembre 2005, l'article 39 sur la loi des symboles nationaux fut adoptée pour permettre la traduction des paroles dans des langues autochtones. La traduction officielle a été effectuée par l'institut national des langues indigènes (Instituto Nacional de Lenguas Indígenas).
Officiellement, l'hymne national a été traduit dans les langues suivantes : chinantèque, Hñahñu, mixtèque, maya, nahuatl et tenek.
D'autres groupes ont traduit l'hymne dans leurs langues respectives, mais ces traductions n'ont pas été ratifiés par le gouvernement.

### Autre hymne national non officiel
Le Huapango (Moncayo) (es) est considéré par le Conseil national pour la culture et les arts Consejo Nacional para la Cultura y la Artes (CONACULTA) comme étant le second hymne national.
La Marcha de Zacatecas (es) composée en 1892 et choisie comme hymne de la División del Norte (México) (es) est également considérée comme tel, elle est actuellement l'hymne national de la Charrería .

### Hymnes régionaux
En outre, chaque état du Mexique possède son hymne